# André Masson
André-Aimé-René Masson (4. ledna 1896 Balagny-sur-Thérain, Oise – 28. října 1987 Paříž) byl francouzský malíř a grafik.
Studoval u Constanta Montalda na Académie Royale des Beaux-Arts v Bruselu a u Paula Baudoüina na École nationale supérieure des beaux-arts v Paříži. V první světové válce utrpěl těžké zranění, které ovlivnilo protiválečné ladění jeho tvorby.
Vycházel z kubismu a surrealismu, využíval techniku automatické kresby včetně obrazců z písku. Ovlivnily ho knihy markýze de Sade, věnoval se erotickým tématům a experimentoval se stavy změněného vědomí. K jeho přátelům patřili Joan Miró, Juan Gris, Antonin Artaud, Georges Limbour, Louis Aragon a Georges Bataille, jehož knihy ilustroval. Jeho švagrem byl psychoanalytik Jacques Lacan. Přispíval do časopisů Minotaure a Acéphale, počátkem třicátých let se však se surrealisty rozešel. V době španělské občanské války žil v Tossa de Mar a podporoval Confederación Nacional del Trabajo.
Nacisté jeho tvorbu zařadili mezi zvrhlé umění. Patřil k odpůrcům režimu, kterým Varian Fry pomohl do emigrace. Za druhé světové války žil na Martiniku a ve Spojených státech, kde se seznámil s uměním přírodním národů a stál u zrodu amerického abstraktního expresionismu. V roce 1945 se vrátil do Francie a usadil se v Le Tholonetu, toto období jeho tvorby je inspirováno provensálskou krajinou. V roce 1965 vymaloval strop pařížského Théâtre de l'Odéon. Vytvářel scénografie pro Théâtre Antoine a Théâtre de l'Atelier. V roce 1974 vydal knihu vzpomínek ve formě rozhovorů s Gaëtanem Piconem. V Centre Georges Pompidou je uloženo 94 Massonových děl.